# Hexatoma gaspensis
Hexatoma gaspensis är en tvåvingeart som först beskrevs av Alexander 1931.  Hexatoma gaspensis ingår i släktet Hexatoma och familjen småharkrankar. Inga underarter finns listade i Catalogue of Life.